# Сливница (булевард в София)
Вижте пояснителната страница за други значения на Сливница.
„Сливница“ е сред основните булеварди и радиален път в София, който преминава през голяма част от града. Булевардът носи името на град Сливница. Дължината му е 8,0 km.
Разпростира се между Сточна гара на изток и жп прелеза на границата с град Божурище на запад. По протежение на част от трасето му преминава Владайската река. Пресича някои основни пътища в София като ул. „Г. С. Раковски“, бул. „Княгиня Мария-Луиза“ (при Лъвов мост), бул. „Христо Ботев“ и ул. „Опълченска“.
За разлика от повечето други улици и булеварди в София, номерирането на сградите по булевард „Сливница“ не е последователно. Това е резултат от няколко градоустройствени решения и преименувания направени в края на 20 век. По това време част от улица „Кирил и Методий“, от кръстовището с булевард „Константин Величков“ до моста над Владайската река, е присъединена към булевард „Сливница“, а част от булевард „Сливница“ – към булевард „Инж. Иван Иванов“. Освен това към булевард „Сливница“ е присъединен бившият булевард „Вълчо Иванов“ (участъка между булевардите „Константин Величков“ и „Д-р Петър Дертлиев“). В тази част от булеварда номерата на сградите нарастват от изток на запад, докато в останалата част те растат от запад на изток. По-голямата част от номерата в бившия булевард „Вълчо Иванов“ се дублират с номера в старата част на булевард „Сливница“.
„Сливница“ е един от булевардите, по които минават най-много линии на градския транспорт – автобусни линии 11, 60, 74, 78, 82, 85, 86, 213, 285, 305, 309, 310, 404 и 413, както и тролейбусни линии 6 и 7.

## Обекти
Северна страна
- Полицейски участък „Илинден“ (№116)
- 43 ОУ „Христо Смирненски“ (№45)
- Втора многопрофилна болница за активно лечение (бул. „Христо Ботев“ №120)
- „Метро Кеш енд Кери – София 2“ (№182, един от примерите за дублиране на адреси от бившия бул. Европа №182)
- Национална служба „Полиция“ (№235)

Сградата е построена през 1913 година като седалище на Българската работническа социалдемократическа партия, по-късно преименувана на Българска комунистическа партия. След нейната забрана през 1924 година е национализирана и оттогава се ползва от различни звена на полицията.
Южна страна
- Професионална гимназия по аудио, видео и телекомуникации „Александър Попов“ (№10)
- Национална професионална гимназия за приложни изкуства (№134)
- Национална професионална гимназия „Михаил Ломоносов“ (ул. „Кирил и Методий“ №148)
- Софийска професионална гимназия по туризъм (№182)
- Агенция „Митници“ и Агенция за държавни взимания (ул. „Георги Раковски“ №47)